# Эфа Боркина
Э́фа Бо́ркина (лат. Echis borkini) — вид ядовитых змей из семейства гадюковых, обитающий на юго-западе Саудовской Аравии и в западном Йемене. Назван в часть российского герпетолога Л. Я. Боркина.

## Таксономия
Описан в 1990 году В. А. Черлиным по экземплярам из Британского музея, собранным в Лахдже (Йемен) У. Р. Огилви-Грантом и Зорбером в 1899 году как подвид абиссинской эфы Echis varia borkini Cherlin, 1990. В работе 1994 года на основе анализа мтДНК статус таксона был повышен до видового, а также было выявлено, что он представляет собой сестринскую кладу по отношению к аравийской эфе Echis khosatzkii Cherlin, 1990.

## Внешний вид
Средних размеров гадюка, общая длина которой достигает 40—50 см, редко до 65 см. Хвост составляет 9—10 % общей длины. У самок он тоньше, чем у самцов. Голова широкая, грушевидной формы, при взгляде сверху имеет ровные очертания. Глаза крупные, расставлены по бокам, имеют серебристо-серую радужную оболочку и вертикальный зрачок. Шея относительно тонкая. Туловище плотное, почти прямоугольное и слегка сжатое в разрезе.
Верхнегубных щитков 10—13. Между ними и глазом 1—2 ряда чешуй. Вокруг глаз 16—20 чешуй. Между глазами 10—12 чешуй. Нижнегубных щитков 9—13. Туловище покрыто 27—31 рядами килеватых чешуй. На брюхе 155—181 широких щитков. Анальный щиток не разделён, как и следующие за ним 31—44 подхвостовых щитков.
Основной фон тела бледно-коричневый, спина более тёмная. Вдоль позвоночника до кончика хвоста идут бледные пятна яйцевидной формы, вытянутые в продольном направлении. Промежутки между ними примерно равны длине пятен. В задней части туловища эти пятна могут разделяться на два, смещаясь в стороны от хребта. По бокам под каждым пятном имеется Λ-образная светлая отметина. Некоторые отметины могут соединяться нижними концами, формируя слабый зигзагообразный рисунок. Ближе к брюшным щиткам имеются мелкие коричневые пятна неправильной формы. На голове имеется неявное тёмное пятно со светлой серединой. От глаза до рта идёт рыжевато-коричневая вертикальная полоса, а от глаза до задних верхнегубных щитков — неявная диагональная полоса. Брюхо белое.

## Ареал
Распространён на западе Йемена и юго-западе Саудовской Аравии на высоте до 1000 м над уровнем моря (как правило до 200 м).

## Образ жизни
Обитает на песчаных прибрежных равнинах и песчаных дюнах. Была найдена на возделываемых землях и в редколесьях около Джизана. Активна в ночное время. Передвигается боковой походкой или вперёд. Питается предположительно ящерицами и мелкими грызунами, убивая их ядом. При опасности сворачивается в защитную позу, принимая подковообразную форму и скрежеща боковыми чешуйками. Яйцекладущий вид, однако о размножении известно мало. В 1994 году сообщалось о находке в Саудовской Аравии беременной самки с 14 яйцами.

## Яд
Яд гемотоксический, возможно с цитотоксическими компонентами. Укус предположительно приводит к местной боли, отёку и системному кровоизлиянию. Укусы людей не описаны, хотя к этому виду относят два случая укусов в Саудовской Аравии, которые привели к левому ишемическому инсульту и летальному исходу соответственно.

## Численность и охрана
Международный союз охраны природы отнёс вид к категории вызывающих наименьшие опасения в связи с отсутствием серьёзных угроз и его толерантности к трансформации мест обитания. В видовом очерке на сайте МСОП указывается, что данные о численности вида отсутствуют.